# Episodi de L'asso della Manica (quinta stagione)
La quinta stagione della serie televisiva L'asso della Manica, composta da 8 episodi (includendo l'episodio natalizio andato in onda il 26 dicembre 1986), è stata trasmessa sul canale inglese BBC dal 26 dicembre 1986 al 21 febbraio 1987. In Italia è stata trasmessa su Rai 2 nel 1988.
| n° | Titolo originale             | Titolo italiano                    | Prima TV Regno Unito | Prima TV Italia |
| -- | ---------------------------- | ---------------------------------- | -------------------- | --------------- |
| 0  | Fires in the Fall            | Incendi autunnali                  | 26 dicembre 1986     | 1988            |
| 1  | The Memory Man               | L'uomo della memoria               | 3 gennaio 1987       | 1988            |
| 2  | Winner Take All              | Scommessa vincente                 | 10 gennaio 1987      | 1988            |
| 3  | Root and Branch              | Ramo e radice                      | 17 gennaio 1987      | 1988            |
| 4  | A Desirable Little Residence | Una piccola residenza desiderabile | 24 gennaio 1987      | 1988            |
| 5  | The Deadly Virus             | Virus mortale                      | 31 gennaio 1987      | 1988            |
| 6  | SPARTA                       | Sparta                             | 7 febbraio 1987      | 1988            |
| 7  | Thanks for Everything        | Grazie di tutto                    | 14 febbraio 1987     | 1988            |
| 8  | Poison                       | Veleno                             | 21 febbraio 1987     | 1988            |

## Incendi autunnali
- Titolo originale: Fires in the Fall
- Diretto da: Tom Cleeg
- Scritto da: Chris Boucher

### Trama
Jim indaga su un presunto medium che dice che ha avuto uno spirito di una bambina morta in un incendio 20 anni prima, ma scopre che è stata uccisa accidentalmente dal figlio di una donna, che si è ucciso per il rimorso.

## L'uomo della memoria
- Titolo originale: The Memory Man
- Diretto da: Graeme Harper
- Scritto da: Chris Boucher

### Trama
Dopo che un uomo è stato trovato privo di memoria e semi-nudo, Jim scopre che l'uomo ha effettivamente ucciso sua moglie, anche se lui non riesce a ricordarlo.

## Scommessa vincente
- Titolo originale: Winner Take All
- Diretto da: Robert Young
- Scritto da: Robert Holmes

### Trama
Jim indaga su alcune minacce di morte da parte di uno scontroso progettista di software e sulla morte per avvelenamento del suo cane, poco dopo il suo oratore viene fatto saltare in aria, e Jim sospetta del suo ex socio nella sua attività, anche se ha un alibi.

## Ramo e radice
- Titolo originale: Root and Branch
- Diretto da: Baz Taylor
- Scritto da: Brian Taylor

### Trama
Jim si trova a dover indagare su alcune minacce da parte della sua ex moglie Deborah, ma scopre che il colpevole è un uomo in cui Jim lo ha arrestato molti anni prima e per questo ha intenzione di vendicarsi.

## Una piccola residenza desiderabile
- Titolo originale: A Desirable Little Residence
- Diretto da: Robert Tronson
- Scritto da: Rod Beachman

### Trama
Jim indaga sul furto di alcuni gioielli avvenuto nella casa della nonna di Susan, ma scoprono che un costruttore è intenzionato di pagare decine di migliaia di sterline in più rispetto al prezzo richiesto.

## Virus mortale
- Titolo originale: The Deadly Virus
- Diretto da: Gerry Mill
- Scritto da: Nick McCarty

### Trama
Jim indaga sul furto di alcune scimmie avvenuta dall'unità di ricerca di Gaines da parte di tre attivisti per i diritti degli animali, tra cui uno muore morso da una scimmia, ma Jim scopre che le scimmie hanno il virus Marburg.

## Sparta
- Titolo originale: SPARTA
- Diretto da: Robert Tronson
- Scritto da: John Fletcher

### Trama
Jim viene avvicinato da una donna che afferma di essere stata minacciata da un delinquente per via di un taccuino che elenca i membri di un'organizzazione di estrema destra.

## Grazie di tutto
- Titolo originale: Thanks for Everything
- Diretto da: Richard Bramall
- Scritto da: Nick McCarty

### Trama
Jim indaga sulla scomparsa di un finanziere avvenuta insieme a 70.000 sterline dalla sua azienda, ma identifica un cadavere in Francia ma non è quello che sembra.

## Veleno
- Titolo originale: Poison
- Diretto da: Robert Tronson
- Scritto da: John Fletcher

### Trama
Jim indaga su una serie di morti dovute per avvelenamento, scoprendo che la loggia stava raccogliendo fondi per costruire un ospedale comunitario sull'isola, ma i fondi sono spariti. Jim ritrova Susan che confessa di aver avuto una relazione con un altro uomo.